# コーヒーノミキクイムシ
コーヒーノミキクイムシ (学名:Hypothenemus hampei、英名:英語: Coffee borer beetle,英語: Coffee berry beetle) はゾウムシ科に属する甲虫。コーヒーノキの実を食べつくす性質がある。アフリカのアンゴラが原産地で、現在は世界のコーヒー栽培地に広まっている。

## 人間との関係
コーヒー豆において最も深刻な被害を与える害虫とみなされ、コーヒー豆の全世界での収穫量を最大で80％減少したとされている。インドの損害額は2004年で3億USドルとなっており、日本では検疫有害動植物に指定されている。